# 22 de diciembre
El 22 de diciembre es el 356.º (tricentésimo quincuagésimo sexto) día del año en el calendario gregoriano y el 357.º en los años bisiestos. Quedan 9 días para finalizar el año.

## Acontecimientos
- 401: en Roma, Inocencio I es elegido papa.
- 856: en Damgán (provincia de Semnán), en esa época capital del Imperio persa (actual Irán), un terremoto deja un saldo de 200 000 muertos.
- 1248: Fernando III entra en la recién conquistada Sevilla.
- 1491: los Reyes Católicos firman las Capitulaciones de Alfacar.
- 1504: En Córdoba (España), el inquisidor Lucero El tenebroso oficia un auto de fe en las afueras de la ciudad, en el que son juzgadas 267 personas, de las cuales 107 son quemadas vivas.[1]Actualmente se considera que se trató del mayor auto de fe realizado.
- 1522: en el virreinato de Nueva España (actual México), un grupo de conquistadores españoles fundan la aldea de Coatzacoalcos.
- 1622: en Colombia, Miguel Trujillo y Andrés Páez de Sotomayor fundan la ciudad de Bucaramanga.
- 1666: en París se funda la Academia de Ciencias, obra de Jean-Baptiste Colbert.
- 1711: en Fráncfort, el archiduque Carlos es coronado emperador con el nombre de Carlos VI.
- 1790: en Turquía, la fortaleza de Izmail es capturada por Suvórov y sus tropas rusas.
- 1808: en Viena, se estrenan las Sinfonías n.º 5 y n.º 6, la Fantasía coral y el Concierto para piano n.º 4 de Ludwig van Beethoven.
- 1815: en San Cristóbal Ecatepec (México) es fusilado el líder de la independencia José María Morelos.
- 1849: en Rusia, el escritor Fiodor Dostoievsky es indultado ante el pelotón que iba a fusilarle.
- 1857: fuerzas militares de Inglaterra y Francia toman la ciudad china de Cantón, que será gobernada hasta 1901 por una comisión anglo-francesa.
- 1864: durante la guerra franco-mexicana, en el estado de Sinaloa el general mexicano Antonio Rosales (con 264 hombres) derrota a una tropa invasora francesa (700 hombres) en lo que se conoce como la batalla de San Pedro.
- 1871: El general Porfirio Díaz llega a Tetela de Ocampo buscando apoyo militar de Los tres Juanes de la sierra Norte en el marco de la "Rebelión del Plan de La Noria".
- 1885: Itō Hirobumi, un samurái, se convierte en el primer ministro de Japón.
- 1891: en Chile, gracias a la Ley de Comuna Autónoma se crean 195 comunas. (Véase también Decreto de Creación de Municipalidades de Chile).
- 1894: en Francia comienza el caso Dreyfus, cuando Alfred Dreyfus es encarcelado por traición.
- 1895: La Sección de Puerto Rico del Partido Revolucionario Cubano reunida en el edificio 'Chimney Hall' de Nueva York adopta por unanimidad la bandera puertorriqueña, presentada por Juan Matta Terreforte, por lo que oficialmente nació la bandera de Puerto Rico como estandarte de lucha por la independencia de Puerto Rico.
- 1922: en Onteniente (Valencia) un choque de trenes se cobra 11 muertos y 90 heridos.
- 1927: en la Provincia de Mendoza (Argentina) se funda el Atlético Club San Martín.
- 1928: las grandes potencias reconocen la autonomía aduanera de China.
- 1929: en Alemania fracasa el plebiscito organizado por la extrema derecha contra el Plan Young.
- 1932: En la ciudad de Malé, Se Inaugura el majlis de las maldivas.
- 1936: en Cádiz ―en el marco de la guerra civil española― desembarca el primer contingente de 3000 "camisas negras" (soldados fascistas italianos) para unirse a los fascistas españoles.
- 1938: Otto Hahn, director de química del Instituto Kaiser Wilhelm de Berlín, y su equipo consiguen la primera fisión nuclear de la historia.
- 1939: en Finlandia, en el marco de la Segunda Guerra Mundial, fracasa la ofensiva soviética.
- 1939: en la ciudad de Bogotá, Colombia, se inaugura el Museo del Oro, que es la colección de orfebrería prehispánica más grande del mundo.
- 1940: en Inglaterra, y en el marco de la Segunda Guerra Mundial, los alemanes realizan un ataque aéreo sobre la población civil de la ciudad de Mánchester.
- 1942: en Alemania, en el marco de la Segunda Guerra Mundial, el líder nazi Adolf Hitler ordena desarrollar los cohetes V-2.
- 1944: en Bastogne, Bélgica, en el marco de la Segunda Guerra Mundial, el ejército nazi pide la rendición del ejército estadounidense a las órdenes del general Anthony McAuliffe en la Batalla de las Ardenas.
- 1944: en Indochina, en el marco de la Segunda Guerra Mundial, Vo Nguyen Giap crea el Ejército Popular Vietnamita.
- 1945: la empresa aeronáutica estadounidense Beech Aircraft Corporation hace volar por primera vez el avión Beechcraft Bonanza.
- 1947: en el transcurso de la Revolución China, los comunistas llegan a las puertas de la ciudad de Pekín.
- 1956: Colo se convierte en el primer gorila nacido en cautiverio.
- 1961: en la ciudad de La Habana, ante una enorme concentración general reunida en la Plaza de la Revolución, el comandante Fidel Castro ―tras dos años de Campaña Nacional de Alfabetización, en la que varios alfabetizadores fueron asesinados por terroristas pagados por la CIA estadounidense, declara a Cuba Territorio Libre de Analfabetismo en América Latina.
- 1961: en un pozo a 248 metros bajo tierra, en el área U12b.08 del Sitio de pruebas atómicas de Nevada, a unos 100 km al noroeste de la ciudad de Las Vegas, a las 8:30 (hora local) Estados Unidos detona su bomba atómica Feather, de 0,15 kilotones. Es la bomba n.º 208 de las 1132 que Estados Unidos detonó entre 1945 y 1992.
- 1963: a 180 millas al norte de Madeira, se hunde el crucero Lakonia, provocando la muerte de 128 personas.
- 1964: en Estados Unidos, el cómico Lenny Bruce es arrestado por obscenidad.
- 1964: primer vuelo del avión SR-71 Blackbird.
- 1965: en Vietnam, el comandante de las tropas estadounidenses, general William Westmoreland, anuncia un alto el fuego por Navidad.
- 1966: Rodesia del Sur abandona la Commonwealth.
- 1969: Bernadette Devlin, miembro de la Cámara de los Comunes, es condenada en Londonderry (Irlanda del Norte) a seis meses de prisión, acusada de participar en los desórdenes del mes de agosto pasado.
- 1970: el Gobierno peruano concede una amnistía total para los presos políticos.
- 1971: el austriaco Kurt Waldheim es elegido secretario general de la Organización de las Naciones Unidas.
- 1972: son rescatados los 16 supervivientes del vuelo 571 accidentado en la cordillera de los Andes con 36 personas a bordo.
- 1972: en Managua (Nicaragua) son sentidos en la noche tres temblores que son sismos premonitorios del terremoto que destruirá la ciudad la madrugada del día siguiente.
- 1972: en Managua (Nicaragua) el padre Fernando Cardenal lidera la huelga de hambre "Navidad sin presos políticos" en el atrio de la hoy Antigua Catedral, la cual será interrumpida por el terremoto.
- 1973: La OPEP duplica sus precios por la crisis del petróleo.
- 1976: Boca Juniors le gana a River Plate por 1-0 la final del Torneo Nacional 1976 y se consagró campeón del fútbol argentino por decimocuarta oportunidad.
- 1978: el tercer pleno del congreso nacional del Partido Comunista de China celebrado en Pekín, permite a Deng Xiaoping empezar sus políticas para la reforma económica.
- 1978: en Buenos Aires, la dictadura de Videla (1976-1983) planea una invasión a gran escala contra Chile, planificada por la pérdida en el litigio de las islas Picton, Lennox y Nueva.
- 1981: en Buenos Aires ―en el marco de la dictadura cívico-militar argentina (1976-1983)― asciende al poder el teniente general Leopoldo Fortunato Galtieri, quien el 2 de abril de 1982 iniciaría la guerra de las Malvinas.
- 1983: en Buenos Aires, el Club Atlético Independiente se consagra campeón del Torneo Metropolitano, venciendo en la última jornada a su clásico rival Racing Club; que se va al descenso en esa jornada.
- 1986: en Perú se reinaugura el canal de televisión RBC Televisión, luego de ser tomado por el gobierno dictatorial de Juan Velasco Alvarado.
- 1989: después de una semana de trágicas matanzas, Ion Iliescu se convierte en el presidente de Rumanía, acabando con la dictadura de Nicolae Ceauşescu.
- 1989: en Berlín se abre la Puerta de Brandeburgo, acabando con 30 años de división de las dos Alemanias.
- 1990: en Polonia, Lech Wałęsa es nombrado presidente de ese país.
- 1990: en Nueva York (Estados Unidos), las Naciones Unidas ―de acuerdo con la legalidad internacional―, reconocen oficialmente la independencia de las islas Marshall y de los Estados Federados de Micronesia, que fueron territorios invadidos por Estados Unidos desde 1944.
- 1992: en Paraguay se hallan los Archivos del Terror de la dictadura de Alfredo Stroessner, y de la denominada Operación Cóndor de la CIA, y que contienen todas las comunicaciones escritas entre autoridades policiales y militares especialmente de Paraguay, y también de Argentina, Brasil, Chile y Uruguay entre los años 1970 y 1980.
- 1995: en Ecuador, el Barcelona Sporting Club se consagra campeón del fútbol ecuatoriano por 12.ª ocasión.
- 1997: 45 indígenas tsotsiles fueron asesinados mientras rezaban en una iglesia de la comunidad de Acteal, en el estado mexicano de Chiapas.
- 1999: Tandja Mamadou se convierte en presidente de Nigeria.
- 2001: a bordo del vuelo 63 de American Airlines, un ciudadano estadounidense (Richard Reid) intenta destruir el avión con explosivos en sus zapatos.
- 2002: después de 45 años Independiente Medellín se consagró por tercera vez campeón del fútbol colombiano al empatar con Pasto 1-1
- 2005: en Bogotá (Colombia) sale a la calle la primera edición del periódico político y de humor Un Pasquín, fundado y dirigido por el caricaturista Vladdo (Vladimir Flórez).
- 2009: en Bucaramanga (Colombia) se inaugura el Sistema Integrado de Transporte Masivo (Metrolínea).
- 2014: en Nicaragua, el Gobierno del presidente Daniel Ortega y la empresa HKND inauguran obras de inicio del Gran Canal de Nicaragua.
- 2018: en Indonesia, el volcán Anak Krakatoa entra en erupción, provocando un tsunami que dejó más de 200 fallecidos.
- 2022: en Viña del Mar (Chile) ocurre un incendio que deja 2 fallecidos, 67 heridos y alrededor de 371 viviendas fueron afectadas.

## Nacimientos
- 1178: Antoku, emperador japonés (f. 1185).
- 1546: Kuroda Yoshitaka, daimyō japonés (f. 1604).
- 1550: Cesare Cremonini, filósofo italiano (f. 1631).
- 1585: Christoph Müller, «el niño con el diente de oro», estafador alemán encarcelado en su adultez.[2]
- 1634: Mariana de Austria, reina consorte de España, segunda esposa de Felipe IV (f. 1696).

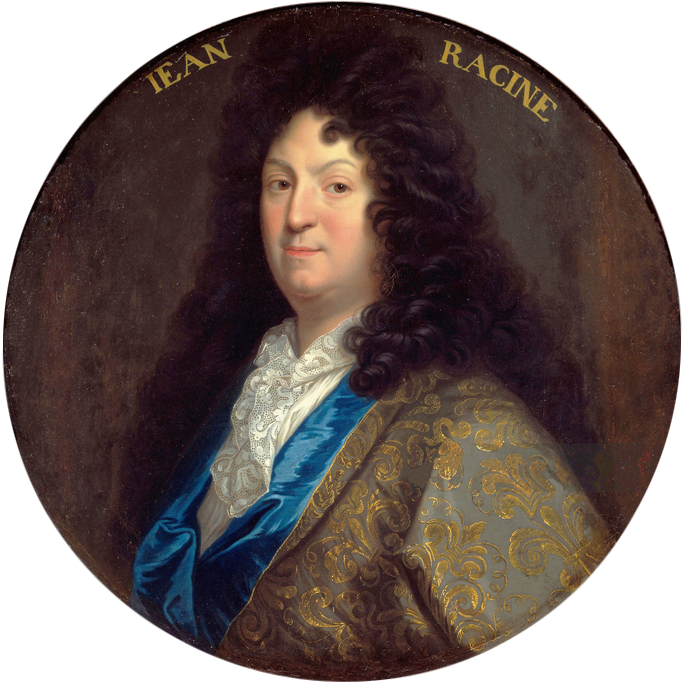
Jean Baptiste Racine

- 1639: Jean Racine, dramaturgo francés (f. 1699).
- 1666: Gurú Gobind Singh, gurú sij indio (f. 1708).
- 1694: Hermann Samuel Reimarus, filósofo y escritor alemán (f. 1768).
- 1696: James Oglethorpe, militar británico (f. 1785).
- 1723: Karl Friedrich Abel, compositor alemán (f. 1787).
- 1755: Georges Couthon, revolucionario francés (f. 1794).
- 1772: Luis Quintanar, militar y político mexicano (f. 1837).
- 1792: Manuel Pando Fernández de Pinedo, político y académico español  (f. 1872).
- 1805: John Obadiah Westwood, entomólogo británico (f. 1893).
- 1819: Franz Wilhelm Abt, compositor alemán (f. 1885).
- 1853: Teresa Carreño, pianista venezolana (f. 1917).
- 1856: Frank Billings Kellogg, político estadounidense, premio nobel de la paz en 1929 (f. 1937).
- 1858: Giacomo Puccini, compositor italiano (f. 1924).
- 1859: Manuel Gutiérrez Nájera, poeta mexicano (f. 1895).
- 1862: Kaulak, fotógrafo español (f. 1933).
- 1864: Federico Gamboa, periodista, narrador y autor dramático mexicano (f. 1939).
- 1869: Edwin Arlington Robinson, poeta estadounidense (f. 1935).
- 1869: Dmitri Egorov, matemático ruso (f. 1931).
- 1872: Camille Guérin, veterinario francés (f. 1961).
- 1874: Franz Schmidt, compositor austriaco (f. 1939).
- 1876: Filippo Tommaso Marinetti, poeta italiano (f. 1944).
- 1878: Stephen Timoshenko, ingeniero ruso-estadounidense (f. 1972).

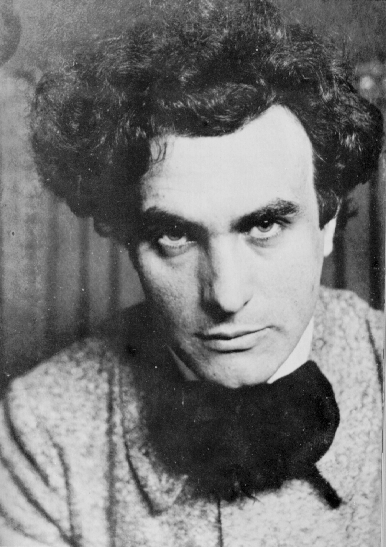
Edgard Varèse

- 1883: Edgard Varèse, compositor francés (f. 1965).
- 1885: Deems Taylor, compositor estadounidense (f. 1966).
- 1887: Srinivasa Aiyangar Ramanujan, matemático hindú (f. 1920).
- 1894: Demetrio Carceller Segura, político español (f. 1971).
- 1895: Francisco Pierrá Gómez, actor español (f. 1975).
- 1898: Vladimir Aleksandrovich Fock, físico ruso (f. 1974).
- 1899: Gustaf Gründgens, actor alemán (f. 1963).
- 1900: Ofelia Uribe, política colombiana (f. 1988).
- 1903: Haldan Keffer Hartline, fisiólogo estadounidense (f. 1983).
- 1903: Odhise Paskali, escultor albanés (f. 1985).
- 1905: Pierre Brasseur, actor francés (f. 1972).
- 1905: Pierre Levegh, piloto francés de automovilismo (f. 1955).
- 1905: Kenneth Rexroth, poeta estadounidense (f. 1982).
- 1907: Peggy Ashcroft, actriz británica (f. 1991).
- 1907: Fred M. Wilcox, cineasta estadounidense (f. 1964).
- 1907: Yevdokía Rachkévich, Comisaria política del 588.º Regimiento de Bombardeo Nocturno (f. 1975)
- 1909: Patricia Hayes, actriz estadounidense (f. 1998).
- 1910: Silvio Accame, historiador italiano (f. 1997).
- 1910: Dora Alonso, escritora cubana (f. 2001).
- 1910: Emma de Sigaldi, escultora y bailarina alemana residente en Mónaco (f. 2010).
- 1911: Álvaro Cunqueiro, escritor y periodista español (f. 1981).
- 1911: José Antonio Nieves Conde, cineasta español (f. 2006).
- 1912: Lady Bird Johnson, primera dama estadounidense (f. 2007).
- 1914: Emil Sitka, actor estadounidense (f. 1998).
- 1915: Barbara Billingsley, actriz estadounidense (f. 2010).
- 1916: Juan de Dios Carmona, político chileno (f. 2009).
- 1921: Hawkshaw Hawkins, músico estadounidense (f. 1963).
- 1921: Robert Kurka, compositor estadounidense (f. 1957).
- 1922: Ruth Roman, actriz estadounidense (f. 1999).
- 1922: Elisabeth de Hohenberg, princesa luxemburguesa (f. 2011).
- 1925: Yekaterina Mijailova-Demina, médica militar soviética, Heroína de la Unión Soviética (f. 2019).
- 1925: Flavio Romero de Velasco, político y abogado mexicano (f. 2016).
- 1926: Alcides Ghiggia, futbolista uruguayo (f. 2015).
- 1926: José Luis Moro, dibujante español (f. 2015)
- 1930: Arturo Rojas de la Cámara, historietista español (f. 2019).
- 1932: Emili Teixidor, escritor español en lengua catalana (f. 2012).
- 1933: Abel Pacheco, presidente costarricense.
- 1934: David Pearson, piloto estadounidense de automóviles stock (f. 2018).
- 1936: James Burke, escritor británico.
- 1936: Héctor Elizondo, actor estadounidense.
- 1936: José Luis Martín Rodríguez, historiador español (f. 2004).
- 1938: Matty Alou, beisbolista dominicano (f. 2011).
- 1938: Lucien Bouchard, político canadiense.
- 1939: Rufino Foz, político español (f. 2011).
- 1940: Luis Francisco Cuéllar, político colombiano (f. 2009).
- 1942: Dick Parry, músico británico, de la banda Pink Floyd.
- 1943: Paul Wolfowitz, político estadounidense.
- 1945: Enrique Symns, periodista, escritor y actor de teatro argentino (f. 2023).
- 1946: Hortensio Fernández Extravís, futbolista español (f. 2011).
- 1948: Rick Nielsen, músico estadounidense, de la banda Cheap Trick.
- 1949: Los hermanos Maurice Gibb (f. 2003) y Robin Gibb (f. 2012), músicos británicos, de la banda Bee Gees.
- 1951: Gerald Grosvenor, empresario y aristócrata británico (f. 2016).
- 1953: Coca Guazzini, actriz chilena.
- 1954: Anna Galiena, actriz italiana.
- 1955: Miguel Amed, actor, psicólogo y director de programas de radio y televisión argentino (f. 2010).
- 1955: Thomas Südhof, biólogo alemán.
- 1957: Tony Lestingi, actor argentino.
- 1958: Frank Gambale, músico australiano.
- 1958: José Alberto "El Canario", cantante dominicano.
- 1959: Bernd Schuster, futbolista y entrenador alemán.
- 1959: Alfredo Urdaci, periodista español.
- 1960: Jean-Michel Basquiat, pintor estadounidense de grafiti (f. 1988).
- 1962: Ralph Fiennes, actor británico.
- 1962: Marcelo Gálvez, actor ecuatoriano.
- 1963: Giusseppe Bergomi, futbolista italiano.
- 1963: Vladdo (Vladimir Flórez), caricaturista colombiano.
- 1963: Karin Keller-Sutter, política suiza, Presidenta de la Confederación Suiza desde 2025.
- 1964: Juan M. Velázquez, escritor español.
- 1965: Viviana Gibelli, actriz y presentadora venezolana.
- 1965: Luis Islas, futbolista argentino.
- 1965: Sergi López, actor español.
- 1966: Favio Posca, actor y humorista argentino.
- 1966: María Pujalte, actriz española.
- 1967: Juan Manuel Bernal, actor mexicano.
- 1967: Richey James Edwards, músico galés, de la banda Manic Street Preachers (f. 2008).
- 1967: Dan Petrescu, futbolista rumano.
- 1968: Luis Hernández, futbolista mexicano.
- 1968: Dina Meyer, actriz estadounidense.
- 1971: Flavio Mendoza, bailarín, coreógrafo y director artístico argentino.
- 1972: Vanessa Paradis, cantante y actriz francesa.
- 1972: Big Tigger, personalidad estadounidense de la radio y la TV.
- 1974: Walter Queijeiro, periodista deportivo y político argentino.
- 1975: Dmitri Khokhlov, futbolista ruso.
- 1977: Miguel Ángel Román, periodista deportivo español.
- 1978: Julio Jung Duvauchelle, actor venezolano
- 1978: Emmanuel Olisadebe, futbolista nigeriano nacionalizado polaco.
- 1980: Chris Carmack, actor estadounidense.
- 1982: Místico, luchador mexicano.
- 1983: José Fonte, futbolista portugués.
- 1983: Drew Hankinson, luchador estadounidense.
- 1983: Jennifer Hawkins, modelo y miss Universo australiana.
- 1983: Tatsunori Arai, futbolista japonés.
- 1984: Jonas Altberg, músico y DJ sueco.
- 1985: Edurne, cantante y actriz española.
- 1987: Zach Britton, beisbolista estadounidense.
- 1988: Ramiro Torres, actor mexicano.
- 1988: Cristian Fernández Conchuela, futbolista español.
- 1989: Jordin Sparks, cantante estadounidense.
- 1990: Tasie Lawrence, actriz y cantautora británica.
- 1990: Jean-Baptiste Maunier, actor y cantante francés.
- 1990: Lluís Mosquera, guionista y poeta valenciano.
- 1991: DaBaby, rapero estadounidense.
- 1992: Moonbyul, rapera, cantante, compositora, modelo, actriz, bailarina y coreógrafa surcoreana, integrante de Mamamoo.
- 1993: Sergi Darder, futbolista español.
- 1993: Ali Lohan, actriz y cantante estadounidense.
- 1993: Meghan Trainor, cantautora estadounidense.
- 1996: Chiara Barchiesi, política chilena.
- 1998: G. Hannelius, actriz estadounidense.
- 1998: Latto, rapera estadounidense.
- 2000: Joshua Bassett, actor y cantante estadounidense.
- 2001: María Camila Osorio Serrano, tenista colombiana.
- 2003: Neel Sethi, actor estadounidense.
- 2004: Dion Gallapeni, futbolista kosovar.
- 2008: Madeleine McGraw, actriz estadounidense.

## Fallecimientos
- 1419: Juan XXIII, antipapa romano (n. 1370).
- 1554: Francisco Dávila, conquistador y explorador español (n. 1488).
- 1603: Mehmed III, sultán otomano (n. 1566).
- 1681: Richard Alleine, clérigo puritano británico (n. 1610).
- 1704: Paolo Silvio Boccone, botánico italiano (n. 1633).
- 1745: Jan Dismas Zelenka, compositor checo (n. 1679).
- 1767: John Newbery, editor británico (n. 1713).
- 1788: Percivall Pott, físico británico (n. 1714).
- 1806: William Vernon, mercader estadounidense (n. 1719).
- 1815: José María Morelos, líder en la guerra de independencia de México (n. 1765).
- 1828: William Hyde Wollaston, físico y químico británico (n. 1776).
- 1853: Manuel María Lombardini, militar y político mexicano (n. 1802).
- 1867: Jean-Victor Poncelet, matemático francés (n. 1788).
- 1870: Gustavo Adolfo Bécquer, poeta español (n. 1836).
- 1874: Agustín Arrieta, pintor mexicano  (n. 1803).
- 1880: George Eliot, escritora británica (n. 1819).
- 1896: Antonio Susillo, escultor español (n. 1855).
- 1899: Dwight L. Moody, evangelista estadounidense (n. 1837).
- 1902: Richard von Krafft-Ebing, psiquiatra alemán (n. 1840).
- 1905: José Riquelme, actor español (n. 1865).
- 1917: Francisca Javiera Cabrini, religiosa estadounidense (n. 1850).
- 1921: Facón Grande, anarcosindicalista argentino (n. 1883).
- 1935: Victorino Abente y Lago, poeta uruguayo (n. 1846).
- 1939: Ma Rainey, cantante estadounidense (n. 1886).
- 1940: Nathanael West, escritor estadounidense (n. 1903).
- 1941: Santos Jorge, músico panameño (n. 1870).
- 1942: Gerhard Wartenberg, anarcosindicalista alemán (n. 1904).
- 1943: Beatrix Potter, escritora británica (n. 1866).
- 1944: Harry Langdon, actor estadounidense (n. 1884).
- 1948: Francisco Cossio Robelo, militar y político mexicano (n. 1880).
- 1954: Wenceslao Benítez Inglott, contraalmirante, científico e ingeniero español (n.1879).
- 1955: Enrique García-Rendueles, escritor español (n. 1880).
- 1969: Josef von Sternberg, cineasta austriaco (n. 1894).
- 1973: Julio Gómez García (87), compositor español de música clásica (n. 1886).
- 1974: Carlos Alberto Sacheri, académico y filósofo argentino (n. 1933).
- 1974: Juan Zaragüeta, filósofo español (n. 1883).
- 1976: Martín Luis Guzmán, escritor mexicano (n. 1887).
- 1976: Joseph North, periodista internacionalista estadounidense (n. ¿?).
- 1979: Darryl F. Zanuck, productor de cine estadounidense (n. 1902).
- 1982: Félix Likiniano, anarquista español (n. 1909).
- 1987: Luca Prodan, músico italo-escocés radicado en Argentina (Sumo) (n. 1953).
- 1988: Chico Mendes, activista brasileño (n. 1944).
- 1989: Samuel Beckett, escritor irlandés, premio nobel de literatura en 1969 (n. 1906).
- 1989: Andrés do Barro, cantautor español (n. 1947).
- 1991: Ernst Krenek, compositor austriaco (n. 1900).
- 1993: Alexander Mackendrick, cineasta estadounidense (n. 1912).
- 1993: Don DeFore, actor estadounidense (n. 1913).
- 1995: James Meade, economista británico, premio nobel de economía en 1977 (n. 1907).
- 1995: Butterfly McQueen, actriz estadounidense (n. 1911).
- 1999: Faustino Cordón, científico español (n. 1909).
- 2002: Joe Strummer, músico británico, de la banda The Clash (n. 1952).
- 2002: Desmond Hoyte, presidente guyanés (n. 1929).
- 2004: Tom Wesselmann, pintor estadounidense (n. 1931).
- 2006: Galina Ustvólskaya, compositora soviética (n. 1919).
- 2007: Julien Gracq, escritor francés (n. 1910).
- 2008: Lansana Conté, político y militar guineano, presidente entre 1984 y 2008 (n. 1934).
- 2012: Ángel Mifsud Ciscar, escritor español (n. 1954).
- 2013: Diomedes Díaz, cantante colombiano (n.1957).
- 2014: Joe Cocker, músico británico (n. 1944).
- 2017: Gonzalo Morales Sáurez, pintor hiperrealista costarricense (n. 1945).
- 2018: Roberto Suazo Cordova, político hondureño, presidente de Honduras entre 1982 y 1986 (n. 1927).
- 2020: Stella Tennant, modelo británica (n. 1970).

## Celebraciones
- Día Mundial del Termómetro. Se rinde homenaje a esta invención y su utilidad en la vida cotidiana, especialmente en el campo de la medicina.

 Por países
(Por orden alfabético)
- Argentina:
  - Día del Empleado de Farmacia.[3]
    -  Chubut: 
      - Aniversario de El Maitén.[4]

    -  Mendoza: 
      - Aniversario de la Universidad de Mendoza. Se fundó por medio de una asamblea que le dio los primeros estatutos. Las actividades docentes comenzaron el 13 de mayo de 1960, con la Facultad de Ciencias Jurídicas y Sociales.
Fundación: 22 de diciembre de 1959 (65 años).

    -  Misiones: 
      - En 1953 se sanciona la Ley Nacional Nº 14.294; por la que se establecía la Provincia Constitucional de Misiones.[5]
Fundación: 22 de diciembre de 1953 (71 años).

- Cuba: 
  - Día del Educador.

- España: 
  - Sorteo Extraordinario de Navidad.

- India: 
  - Día de las Matemáticas.

- Indonesia: 
  - Día de la Madre.

- México: 
  - Día del Agente de Tránsito.

- Vietnam: 
  - Día de las Fuerzas Armadas.

- Zimbabue: 
  - Día de la Unidad.

### Santoral católico

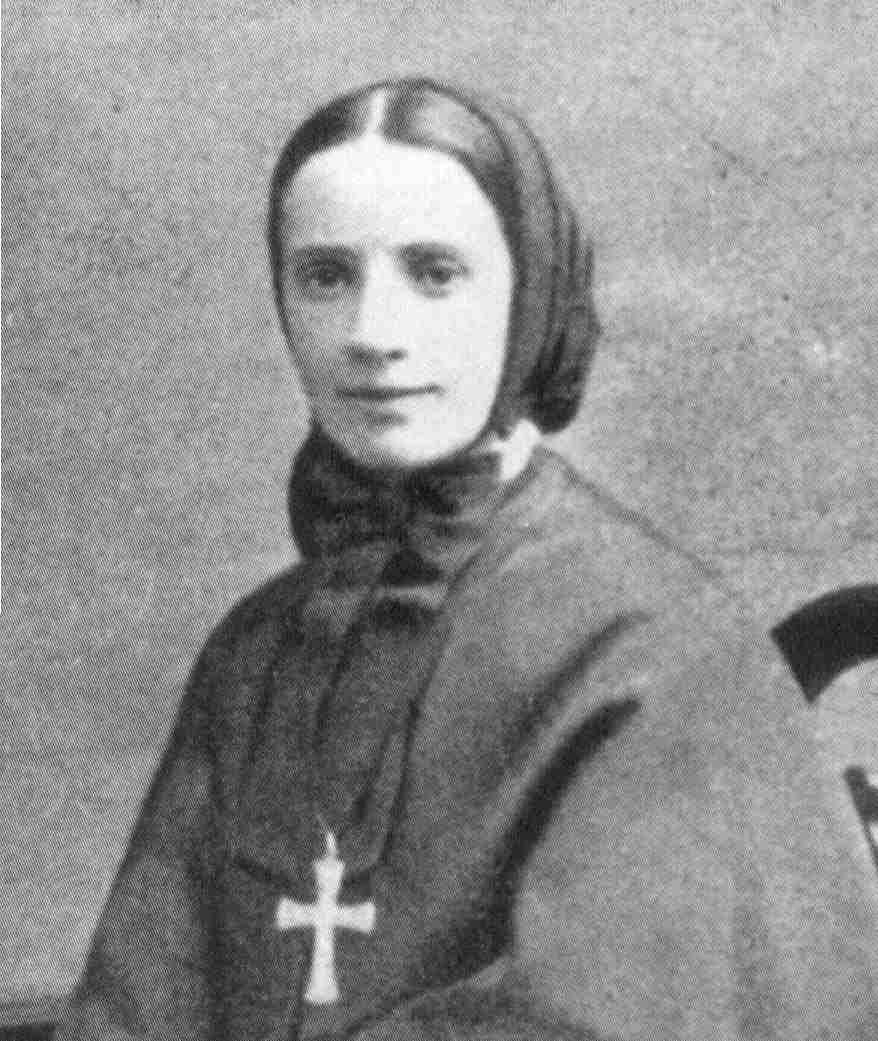
Santa Francisca Javiera Cabrini, patrona de los inmigrantes, fue una monja italiana, la primera ciudadana estadounidense en ser canonizada.

- Santos Queremón de Nilópolis, obispo, y mártires en Egipto (250).[6]
- San Isquirión de Egipto, mártir (c. 250).[6]
- Santos treinta mártires de Roma.
- Santos cuarenta y tres monjes mártires de Raithu (c. s. IV).
- San Hungero de Utrech, obispo (866).[6]
- Beato Tomás Holland, presbítero y mártir (1642).[6]
- Santa Francisca Javiera Cabrini, virgen (1917).[6][7]